# Svenska Rugbyförbundet
Svenska Rugbyförbundet är ett specialidrottsförbund för rugby på organiserad nivå i Sverige. Svenska Rugbyförbundet bildades 1932 och valdes in i Riksidrottsförbundet 1958. 1988 blev Svenska Rugbyförbundet invalt som Third Tier Member hos International Rugby Board. Förbundets kansli ligger numera (2018) i Norrköping.

## Ordförande
Följande personer har varit ordförande för Svenska Rugbyförbundet:
- 1932–1937: Yves Gyldén
- 1938–1944: P.O. Johansson
- 1945–1946: Bert Carpelan
- 1947: Sam Bråde
- 1948–1950: S. Fredriksson
- 1951–1955: Sigurd Eklund
- 1956–1958: S. Fredriksson
- 1959–1960: Rolf Eriksson
- 1961: Yves Gyldén
- 1962–1963: Paul Lundquist
- 1964–1975: Jan Björk
- 1976–1981: Paul Lundquist
- 1982–1987: Hunter Mabon
- 1988–1991: Tommy Svensson
- 1992–1995: Hans Nordgren
- 1996–2010: Lars Ohlsson
- 2010–2013:  Stina Leijonhufvud
- 2013–2018:  Madeleine Lahti
- 2018: Maria Vargö
- 2019- Daniel Sörensson
- 2022 - Francois Dubos